# Serra das Matas
Serra das Matas é uma cordilheira localizada no sertão central cearense e se estende pelos municípios de: Monsenhor Tabosa, Catunda, Tamboril, Santa Quitéria e Boa Viagem. A Serra das Matas é composta por elevações que chegam a 1.000 m de altitude, intercaladas com patamares que oscilam entre 500 a 700 m, tratando-se de um maciço residual de escudos e maciços antigos resultantes dos processos erosivos diferenciais ocorridos no Cenozóico.
Seu ponto culminante, conhecido como Pico da Serra Branca, está a 1.154 metros de altitude localizado em Catunda-CE, sendo o topo mais alto do o Estado do Ceará. O segundo maior pico, o Pico da Serra do olho D'Água, está localizado em Monsenhor Tabosa, com 1.129 m de altitude e é o segundo mais elevado do estado.
É um dos maciços residuais dispersos nas Depressões Sertanejas do interior cearense. Sua vegetação em baixas altitudes é floresta caducifólia espinhosa, ou caatinga arbórea e floresta subcaducifólia tropical pluvial, ou mata seca, nas maiores altitudes. É considerada uma "serra seca", ou seja, apresenta características semi-áridas em toda a sua extensão.
Funciona como divisor de águas das bacias hidrográficas dos afluentes dos rios Banabuiú, Acaraú e Poti.